# الهجوم على كورسك (2024–الوقت الحاضر)
في 6 أغسطس 2024، أثناء الغزو الروسي لأوكرانيا في سياق الحرب الروسية الأوكرانية، شنت القوات المسلحة الأوكرانية توغلًا في منطقة كورسك الروسية واشتبكت مع القوات المسلحة الروسية وحرس الحدود الروسي. ووفقًا للجانب الروسي، فقد عبر ما لا يقل عن 1,000 جندي الحدود في اليوم الأول، بدعم من الدبابات والمركبات المدرعة. أُعلنت حالة الطوارئ في منطقة كورسك، ونُشرت مزيد من القوات الروسية في المنطقة. وفي 10 أغسطس، طبقت السلطات الروسية نظام «عملية مكافحة الإرهاب» في مناطق كورسك وبيلغورود وبريانسك. وبحلول نهاية الأسبوع الأول، قال الجيش الأوكراني إنه استولى على 1,000 كيلومتر مربع (390 ميل مربع) من الأراضي الروسية، بينما اعترفت السلطات الروسية بأن أوكرانيا استولت على 28 مستوطنة. وبحلول مطلع أكتوبر، توقف التقدم الأوكراني. إذ استعادت القوات الروسية في أكتوبر والنصف الأول من نوفمبر، حوالي نصف الأراضي التي احتلتها أوكرانيا في أبعد تقدم لها خلال الهجوم. أنشأت أوكرانيا إدارة عسكرية للأراضي الخاضعة لسيطرتها في 15 أغسطس 2024.
قال مسؤولون أوكرانيون إن أهداف العملية تشمل إلحاق الضرر بالجيش الروسي، وأسر القوات الروسية، وإجبار وحدات المدفعية الروسية بالتراجع بعيدًا عن مداها، وإعاقة خطوط الإمداد الروسية، وتحويل جهود قواتها إلى جبهات أخرى. تهدف العملية كذلك إلى الضغط على الحكومة الروسية وإجبارها على الدخول في مفاوضات سلام «عادلة». وبحلول نهاية أغسطس، بدأت العملية تتعرض لانتقادات بسبب تحويل جهود القوات الأوكرانية عن الشرق، وتوسيع رقعة انتشارها، وبالتالي تفريق العناصر، على طول الجبهة والسماح لروسيا بالتقدم نحو بوكروفسك. وقد كانت بوكروفسك وكوراخوف، حسب تعبير القائد العسكري الأوكراني ألكسندر سيرسكي، جزءًا من خطة استراتيجية تهدف إلى تشتيت القوات الروسية، بتوجيه انتباهها بعيدًا عن مناطق أخرى. وأشارت هيئة الإذاعة البريطانية إلى أن هذا الهدف قد فشل على ما يبدو، إذ عززت القوات الروسية موقعها، بدلًا من ذلك، على خط المواجهة في بوكروفسك. أفاد معهد دراسة الحرب أن روسيا نقلت قواتها من مناطق اعتبرتها «ذات أولوية أقل» (خاركوف ولوغانسك وخيرسون وزابوريزهيا وكالينينغراد)، ولكنها لم تنقلها من منطقة دونيتسك. ووفقًا لدورية بوليتيكو، صدرت كذلك انتقادات أخرى من بعض كبار القادة العسكريين في أوكرانيا بمن فيهم فاليري زالوجني وإميل إشكولوف. وبحلول 20 نوفمبر 2024، باتت العملية في كورسك تُعتبر فشلًا استراتيجيًا مكلفًا لأوكرانيا، وفقًا لباحثين في كلية الملك بلندن.
فاجأ هجوم كورسك كل من روسيا وحلفاء أوكرانيا. وهو الهجوم الحدودي الأكثر أهمية منذ الغزو الروسي لأوكرانيا عام 2022، والأول الذي تنفذه القوات النظامية الأوكرانية على الأخص. وقد حدثت توغلات أصغر في وقت سابق داخل روسيا من قبل القوات الموالية لأوكرانيا بدعم من أوكرانيا ولكنها نفت تورطها الصريح.

## الخط الزمني

### الهجوم الأوكراني في 2024

#### 6 أغسطس
في 6 أغسطس 2024، ورد أن روسيا نشرت قوات جوية ومدفعية بهدف مواجهة توغل حدودي أوكراني في منطقة كورسك. عبر المقاتلون الأوكرانيون، المجهزون بالدبابات والمركبات المدرعة، إلى الأراضي الروسية. وردت وزارة الدفاع الروسية بإرسال قوات ووحدات طيران إلى المنطقة. ووفقًا لروسيا، فإن التوغل شمل نحو 300 جندي أوكراني و11 دبابة وأكثر من 20 مركبة قتالية مدرعة، وكان يستهدف اتجاهين: أوليشنيا باتجاه سودجا، شرق وشمال شرق سومي، ونحو نيكولاييفو دارينو، شمال وشمال شرق سومي. وورد أن قوات أحمد الشيشانية كانت ترد على الغارات، لكنه حتى تاريخ 13 سبتمبر 2024 لم تكن هذه الادعاءات قد ثبتت صحتها بعد.
بدأ الهجوم في الساعة 08:00 بتوقيت موسكو. وفي حوالي الساعة 18:20، أصدرت القوات الروسية بيانًا على تطبيق تلغرام، زعمت فيه أنها دفعت الأوكرانيين إلى الوراء عبر الحدود، وألحقت خسائر كبيرة بالمدفعية وأطلقت ضربات جوية وطائرات بدون طيار، ثم عملت على تحرير البيان لاحقًا لتشير إلى أن القتال مستمر. ونشرت موسكو مقاطع فيديو يُزعم أنها تُظهر استهداف الدبابات الأوكرانية من الجو. وأشارت لقطات على وسائل التواصل الاجتماعي إلى أن الطائرات الحربية الروسية كانت تعمل على ارتفاعات منخفضة فوق منطقة كورسك لصد الهجوم. وأفاد أليكسي سميرنوف، القائم بأعمال حاكم منطقة كورسك، أن ثلاثة أشخاص لقوا حتفهم خلال الأحداث: امرأة في عملية التوغل الحدودي وشخصان في هجمات منفصلة بطائرات بدون طيار. لم يأخذ مدونو الجيش الروسي الغارات المزعومة على محمل الجدية باعتبارها «فاشلة» و«حيلة إعلامية».
زعم مدونون عسكريون روس أن الهجوم كان من تنفيذ فيلق المتطوعين الروسي، في حين ذكرت دورية صوت أوكرانيا الجديد نقلًا عن مصدر في الاستخبارات العسكرية الرئيسية في أوكرانيا أن فيلق المتطوعين الروسي لم يكن حاضرًا. ورفض حليف فيلق المتطوعين الروسي، فيلق حرية روسيا، الذي رافق فيلق المتطوعين الروسي في غارة في وقت سابق من العام، التعليق عما إذا كان مشاركًا.

#### 7 أغسطس
زعم أحد المدونين العسكريين أن القوات الأوكرانية استولت على 11 مستوطنة وتقدمت 14 كيلومترًا (9 أميال) في عمق المنطقة. وأمر الرئيس فلاديمير بوتين الوكالات الحكومية «بتقديم المساعدة اللازمة للسكان»، وأُرسل نائب رئيس الوزراء دينيس مانتوروف للإشراف على عملهم. ووضع الحاكم سميرنوف منطقة كورسك تحت حالة الطوارئ.
التقى بوتين بأعضاء بارزين في المؤسسة الأمنية بمن فيهم فاليري غيراسيموف وألكسندر بورتنيكوف وسيرغي شويغو وأندريه بيلوسوف بشأن غزو كورسك. أخبر غيراسيموف بوتين أن نحو 1,000 جندي أوكراني شاركوا في الهجوم وأن تقدمهم توقف.
أكدت لقطات مكانية محددة جغرافيًا أن القوات الأوكرانية تقدمت مسافة 10 كم على الأقل (6.2 ميل) عبر الحدود الروسية، بعد أن اخترقت خطين دفاعيين روسيين على الأقل ومعقلًا. وأشارت مصادر روسية إلى أن القوات الأوكرانية كانت تحاول التقدم على طول الطريق السريع 38كيه-030 سودجا كورينوفو، وزعم أحد المدونين العسكريين البارزين التابعين للكرملين أنه بحلول الساعة 18:00 بالتوقيت المحلي يوم 7 أغسطس، تقدمت القوات الأوكرانية شمال غرب وجنوب شرق الطريق السريع وكانت تقاتل حينئذ على مشارف كورينيفو وسودجا. بالإضافة إلى ذلك، أظهرت لقطات مكانية محددة جغرافيًا أربعة أفراد أوكرانيين يأسرون ما لا يقل عن 40 أسير حرب روسي، بالإضافة إلى القتال داخل حدود مدينة سودجا، حيث استولت القوات الأوكرانية على محطة وقود ونقطة تفتيش دخول. في اليوم السابق، زُعم أن القوات الأوكرانية أسرت 35 جنديًا روسيًا بعد فشلهم في منع حدوث اختراق. وفي الوقت نفسه، زعم ملازم أوكراني، يحمل رمز النداء «أليكس»، أن 300 جندي روسي أُسروا في «جمهورية كورسك الشعبية» خلال يومين، وأن العملية «نفذتها مجموعة من التشكيلات المسلحة المجهولة». وأضاف أنه يأمل أن يجري تسليمهم إلى وحدته.
أفاد النائب الأوكراني أوليكسي غونتشارينكو أن القوات الأوكرانية استولت على مركز سودجا للغاز الذي يغذي خط أنابيب أورنغوي-بوماري-أوغورود الممتد في أنحاء أوروبا. بالإضافة إلى ذلك، كان ثمة تقارير عن اشتباك في إيفنيتسا، قرية تبعد 24 كيلومترًا (15 ميلًا) عن الحدود.

#### 12 أغسطس
صرّح الرئيس الروسي فلاديمير بوتين بأنّ العملية الأوكرانية هي محاولة لتقويض استقرار روسيا، وإبطاء تقدمها في مناطق أخرى، وتحسين موقف كييف التفاوضي. وأكد بوتين أنّ روسيا سترد "ردًا مناسبًا".

#### 13 أغسطس
ردّت روسيا على عملية كورسك بالصواريخ والطائرات المسيرة والغارات الجوية، مع احتدام القتال. أوكرانيا تؤكد أنها لا تزال تتقدم.

#### 19 أغسطس
أعلن زيلينسكي أن قواته تسيطر على أكثر من ١٢٥٠ كيلومترًا مربعًا (٥٠٠ ميل مربع) و٩٢ مستوطنة. وأضاف أن العملية تُثبت أن "ما يُسمى بالخطوط الحمراء" التي وضعتها روسيا لردع الغرب، مجرد خدعة.

#### 27 أغسطس
صرّحت روسيا بأن تورط الولايات المتحدة في التوغل الأوكراني "حقيقة بديهية". بينما صرّحت واشنطن بأنها لم تُبلّغ مسبقًا ولم تشارك فيه.

#### 2 سبتمبر
صرّح بوتين بأن القوات الروسية تتقدم بوتيرة أسرع بكثير في شرق أوكرانيا، وهو أمرٌ كان الهدف من توغل كييف منعه. وأقرّ زيلينسكي بصعوبة الوضع في الشرق، لكنه أكد أن عملية كورسك تسير وفقًا للخطة.

#### 10 سبتمبر
تقول روسيا إنها بدأت هجومًا مضادًا كبيرًا في كورسك واستعادت حوالي 10 قرى.

#### 14 أكتوبر
صرّح زيلينسكي بأن القوات الأوكرانية "صامدة" في كورسك، وصدّت خمسة أيام متتالية من المحاولات الروسية لاختراق صفوفها. وبعد يومين، كشف عن "خطة النصر" التي تتضمن استمرار العمليات الأوكرانية في كورسك.

#### 23-30 أكتوبر
تقول أوكرانيا وحلفاؤها إن 11 ألف جندي كوري شمالي على الأقل تم إرسالهم إلى روسيا للانضمام إلى الحرب إلى جانب موسكو.

#### 20 نوفمبر
أطلقت أوكرانيا صواريخ كروز بريطانية من طراز ستورم شادو، والتي كانت لندن قد سمحت لها في السابق باستخدامها داخل أراضيها فقط، على منطقة كورسك.

#### 24 نوفمبر
أفاد مصدر عسكري أوكراني بأن أوكرانيا خسرت أكثر من ٤٠٪ من الأراضي التي سيطرت عليها في كورسك. وأضاف المصدر أن أوكرانيا تسيطر الآن على حوالي ٨٠٠ كيلومتر مربع، بعد أن كانت تسيطر في ذروة مساحتها ١٣٧٦ كيلومترًا مربعًا.

#### 14 ديسمبر
زيلينسكي يقول إن أعدادًا كبيرة من القوات الكورية الشمالية تشارك في الهجمات الروسية في كورسك.

#### 19 ديسمبر
بوتن يقول إن كورسك سوف "تتحرر" لكنه يرفض تحديد موعد مستهدف.

#### 27 ديسمبر
البيت الأبيض يقول إن القوات الكورية الشمالية في كورسك يتم التعامل معها باعتبارها "قابلة للاستبدال" وأن 1000 منهم قتلوا أو أصيبوا في الأسبوع السابق.

#### 2 يناير 2025
القوات الروسية تبدأ عملية هجومية لاسترداد منطقة كورسك.

#### 7-5 يناير 2025
أعلنت روسيا أنها صدت هجومًا أوكرانيًا جديدًا في منطقة كورسك. وأعلنت أوكرانيا أنها تنفذ "عمليات هجومية جديدة".

#### 11 فبراير
زيلينسكي يقول إنه مستعد لمبادلة أجزاء من كورسك التي تسيطر عليها أوكرانيا بالأراضي الأوكرانية التي تسيطر عليها روسيا؛ ويقول الكرملين إن موسكو لن تناقش هذا الأمر أبدًا.

#### 13 فبراير
أوكرانيا تقول إنها تسيطر الآن على 500 كيلومتر مربع في كورسك.

#### 20 فبراير
قال جنرال روسي إن القوات الروسية استعادت أكثر من 800 كيلومتر مربع، أو حوالي 64% من إجمالي المساحة التي سيطرت عليها أوكرانيا.

#### 5-3 مارس
الرئيس الأمريكي دونالد ترامب يعلق المساعدات العسكرية والمعلومات الاستخباراتية لكييف، بعد أيام من صدام غاضب مع زيلينسكي في البيت الأبيض.

#### 5 مارس 2025
القوات الروسية تقوم بعملية نوعية ضد القوات الأوكرانية، من خلال تسلل اكثر من 800 عنصر من القوات الخاصة الروسية خلف خطوط القوات الأوكرانية عن طريق انبوب للغاز في مدينة سودجا بعد ان قطعوا مسافة 15 كيلومتر داخل الأنابيب، العملية أدت إلى مفاجئة للدفاعات الأوكرانية التي خسرت عدة أبنية خلال العملية.

#### 7 مارس 2025
يقول المحللون العسكريون إن القوات الأوكرانية في كورسك أصبحت محاصرة تقريبًا بعد تدهور حاد في وضعها.

#### 10 مارس 2025
ينفي أعلى جنرال في أوكرانيا أن تكون قواته في كورسك معرضة لخطر الحصار لكنه يقول إنهم يتخذون مواقع أفضل للدفاع.

#### 11 مارس 2025
القوات الروسية ترفع العلم الروسي في مدينة سودجا وتستعيد أكثر من 100 كيلومتر و 12 قرية في منطقة كورسك و تحاصر القوات الأوكرانية في منطقة ضيقة بالأقليم.

#### 12 مارس 2025
الرئيس الروسي (فلاديمير بوتين) يقوم بزيارة إلى منطقة كورسك، وقال أنه امر الجيش الروسي بتحرير المنطقة بالكامل قائلاُ: "إن هذا يجب أن يتم في أقصر وقت ممكن".

#### 13 مارس 2025
أعلنت وزارة الدفاع الروسية استعادة السيطرة على سودزا ومنطقتي بودول وميلوفوي. مصادر روسية تقول أن القوات الروسية سيطرت على قرى غونتشاروفكا وزاوليشينكا وروبانشينا، وأنها تتقدم نحو أوليشنيا.

#### 14 مارس 2025
أعلنت وزارة الدفاع الروسية استعادة منطقة غونتشاروفكا.

#### 15 مارس 2025
القوات الروسية سيطرت على غوغوليفكا وبدأت بتطهير غوييفو، بينما حافظت القوات الأوكرانية على مواقعها في أوليشنيا وغورنال. وزعم المسؤولون الأوكرانيون أن الروس يحشدون قواتهم على طول الحدود استعدادًا لشن هجوم على منطقة سومي، مع أنهم أكدوا عدم وجود خطر من هجوم روسي على مدينة سومي نفسها.

#### 16 مارس 2025
أكدت هيئة الأركان العامة الأوكرانية انسحاب القوات الأوكرانية من سودجا. ووفقًا لجنود أوكرانيين انسحبوا، نقلًا عن بي بي سي، كان الانسحاب فوضويًا و"كارثيًا". وفي اليوم نفسه، أفادت التقارير أن أوكرانيا لا تزال تسيطر على "شريحة صغيرة من الأرض على طول الحدود". وصرح مسؤولون أوكرانيون بأن الانسحاب كان ضروريًا للحفاظ على الأرواح.

#### 20 مارس 2025
أعلنت هيئة الأركان العامة للقوات المسلحة الأوكرانية أنها لا تزال تسيطر على بعض مواقعها في منطقة كورسك وأنها تسيطر على الحدود.

#### 25 مارس 2025
ألقى ضباط جهاز الأمن الأوكراني القبض على جندي أوكراني لتقديمه إحداثيات لهجمات بالقنابل الروسية على القوات الأوكرانية في كورسك عندما تم تجنيده من قبل جهاز المخابرات الرئيسي الروسي عبر تيليجرام. وأعلنت وزارة الدفاع الروسية استعادة السيطرة على غوغوليوفكا.